# WKS Lublin
WKS Lublin – polski klub piłkarski z siedzibą w mieście Lublin, działający w latach 1921–1927, 1945–1953 i 1957–1960.

## Historia
Chronologia nazw:
- 1921: W.K.S. [Wojskowy Klub Sportowy] Lublin
- 04.1927: klub rozwiązano – po fuzji z KS Lublinianka, tworząc W.K.S. Unia Lublin
- 1945: WKS [Wojskowy Klub Sportowy] Unia Lublin
- 1946: WKS [Wojskowy Klub Sportowy] Społem/Unia Lublin
- 1947: WKS [Wojskowy Klub Sportowy] Unia/Społem Lublin
- 1953: klub rozwiązano
- 1957: WKS [Wojskowy Klub Sportowy] Unia Lublin
- 1960: klub rozwiązano – po fuzji z KS Lublinianka, tworząc WKS Unia/Lublinianka

Wojskowy Klub Sportowy WKS został założony w Lublinie pomiędzy 26 czerwca a 3 lipca 1921 roku przez 8 Pułk Piechoty Legionów stacjonujący na co dzień w lubelskich koszarach. Początkowo w klubie funkcjonowały sekcje piłki nożnej i lekkoatletyki, a później została powołana sekcja tenisowa. Pierwsza notatka pisemna o nowym klubie ukazała się 21 lipca 1921 roku w Przewodniku Oświatowym Dowództwa Okręgu Generalnego Lubelskiego. Kierownikiem sekcji piłkarskiej i kapitanem reprezentacyjnej drużyny klubu został mianowany kapitan Kotowski.
W 1922 roku drużyna zadebiutowała w rozgrywkach Klasy A nowo utworzonego Lubelskiego OZPN. Po zdobyciu tytułu mistrza okręgu zakwalifikowała się do finałów Mistrzostw Polski, w których zajęła przedostatnie trzecie miejsce w grupie południowej. W następnym sezonie 1923 roku zespół ponownie wygrał okręgową Klasę A i zagrał w turnieju finałowym Mistrzostw Polski, gdzie uplasował się na ostatniej czwartej pozycji grupy wschodniej. W wyniku referendum w grudniu 1923 postanowiono, by w następnym sezonie mistrzowskie rozgrywki okręgowe zorganizować dopiero od sierpnia 1924 (czyli po zakończeniu paryskich igrzysk), a fazę finałową wyznaczyć na wiosnę 1925. Rozgrywki okręgowe 1924 zespół zakończył na trzeciej lokacie Klasy A, ustępując mistrzowski tytuł dla KS Lublinianka. W 1926 roku znów był trzecim w tabeli końcowej Klasy A. W kwietniu 1927 miała miejsce fuzja WKS z Lublinianką, w wyniku której powstał nowy klub o nazwie WKS Unia. W sezonie 1927 pierwszą drużynę tworzyli najlepsi zawodnicy obu klubów, pozostali grali w drużynie "WKS Unia II". Klub przestał istnieć jako samodzielna jednostka.
Po zakończeniu II wojny światowej klub wznowił swoją działalność jako WKS Unia. W sezonie 1945 zespół występował w rozgrywkach Grupy I Klasy A okręgu Lublin, gdzie zajął trzecie miejsce. W 1946 pod nazwą WKS Społem/Unia zakończył sezon na drugiej pozycji w Klasie A okręgu Lublin. W 1947 ponownie zagrał w Klasie A, ale już pod nazwą WKS Unia/Społem. Po zajęciu 6.miejsca spadł do Klasy B okręgu Lublin. W kolejnych sezonach brał udział w rozgrywkach Klasy B. Po zakończeniu sezonu 1953 zgodnie z zarządzeniem MON, dotyczącym likwidacji większości klubów typu WKS, klub z Lublina również uległ rozwiązaniu. 
Dopiero w 1957 roku klub został reaktywowany jako WKS Unia i został zakwalifikowany do III Ligi bez eliminacji, zajmując 8. miejsce w Grupie Lublin XIV. W 1958 zespół awansował na drugą pozycję w Grupie Lublin XIV, ustępując jedynie Lubliniance. A w 1959 roku zdobył mistrzostwo Lubelskiej ligi okręgowej, ale w eliminacjach do II Ligi, zajął ostatnie czwarte miejsce w Grupie III. W następnym sezonie WKS Unia znów został mistrzem Lubelskiej ligi okręgowej, a tuż za nim uplasowała się Lublinianka. W celu wzmocnienia zespołu przed eliminacjami do II ligi jesienią 1960 roku znowu doszło do fuzji WKS Unii i Lublinianki. Zjednoczony klub z nazwą Unia/Lublinianka najpierw wygrał Grupę III, a potem w finale eliminacji o awans do II ligi zajął pierwsze miejsce wśród 6 drużyn i zdobył promocję do II Ligi. Klub został rozwiązany, a od sezonu 1961 na zapleczu Ekstraklasy grał WKS Lublinianka.

## Barwy klubowe, strój, herb, hymn
|  |  |

Klub ma barwy niebiesko-czarne, nawiązującymi do kolorów wstęgi z Orderu Virtuti Militari. Piłkarze domowe spotkania zazwyczaj grają w pasiastych pionowo czerwono-białych koszulkach, czerwonych spodenkach oraz czerwonych getrach.

## Sukcesy

### Trofea międzynarodowe
Nie uczestniczył w rozgrywkach europejskich (stan na 31-05-2024).

### Trofea krajowe
| \| \| Zdobyte trofea w rozgrywkach Polski (stan na: 31-05-2024) \| |                                                           |      |                                    |
| Rozgrywki                                                          | Osiągnięcie                                               | Razy | Sezon(y)                           |
| Mistrzostwo                                                        | I miejsce                                                 | 0    |                                    |
| Mistrzostwo                                                        | II miejsce                                                | 0    |                                    |
| Mistrzostwo                                                        | III miejsce                                               | 1    | 1922 (gr.południowa)               |
| Puchar                                                             | zdobywca                                                  | 0    |                                    |
| Puchar                                                             | finalista                                                 | 0    |                                    |
| II liga                                                            | I miejsce                                                 | 0    | 1922 (gr.Lublin), 1923 (gr.Lublin) |
| II liga                                                            | II miejsce                                                | 0    |                                    |
| II liga                                                            | III miejsce                                               | 2    | 1924 (gr.Lublin), 1926 (gr.Lublin) |
| Polska                                                             | Zdobyte trofea w rozgrywkach Polski (stan na: 31-05-2024) |      |                                    |

- Lubelska liga okręgowa
  - mistrz (2): 1959, 1960
  - wicemistrz (1): 1958

## Poszczególne sezony

### Rozgrywki międzynarodowe

#### Europejskie puchary
Klub nie uczestniczył w rozgrywkach europejskich.

### Rozgrywki krajowe
| \| Polska \| Bilans występów klubu w rozgrywkach piłkarskich Polski (Stan na 31 maja 2024 r.) \| \| |                                                                                  |        |       |   |   |   |    |    |     |                      |        |        |      |
| Poziom                                                                                              | Rozgrywki                                                                        | Sezony | Mecze | Z | R | P | B+ | B– | Pkt | Lata                 | Awanse | Spadki | Naj. |
| I                                                                                                   | Liga                                                                             | 2      |       |   |   |   |    |    |     | 1922–1923            | 0      | 0      | 3    |
| II                                                                                                  | Klasa A / Liga Okręgowa                                                          | 8      |       |   |   |   |    |    |     | 1922–1927, 1945–1947 | 0      | 1      | 1    |
| III                                                                                                 | Klasa B / Klasa A                                                                | 5      |       |   |   |   |    |    |     | 1948, 1957–1960      | 1      | 1      | 1    |
| IV                                                                                                  | Klasa C / Klasa B                                                                | 4      |       |   |   |   |    |    |     | 1949–1952            | 1      | 1      |      |
| | Puchar Polski                                                                    | 0      |       |   |   |   |    |    |     |                      |        |        |      |
| Polska                                                                                              | Bilans występów klubu w rozgrywkach piłkarskich Polski (Stan na 31 maja 2024 r.) |        |       |   |   |   |    |    |     |                      |        |        |      |

## Struktura klubu

### Stadion
Klub nie miał swojego stadionu. Drużyna rozgrywała swoje mecze domowe w Lublinie na stadionie przy ul. Króla Leszczyńskiego.

## Kibice i rywalizacja z innymi klubami

### Derby
- AZS Lublin (Sparta)
- Budowlani Lublin
- KS Lublinianka
- Motor Lublin
- Gwardia Lublin